# Calafato

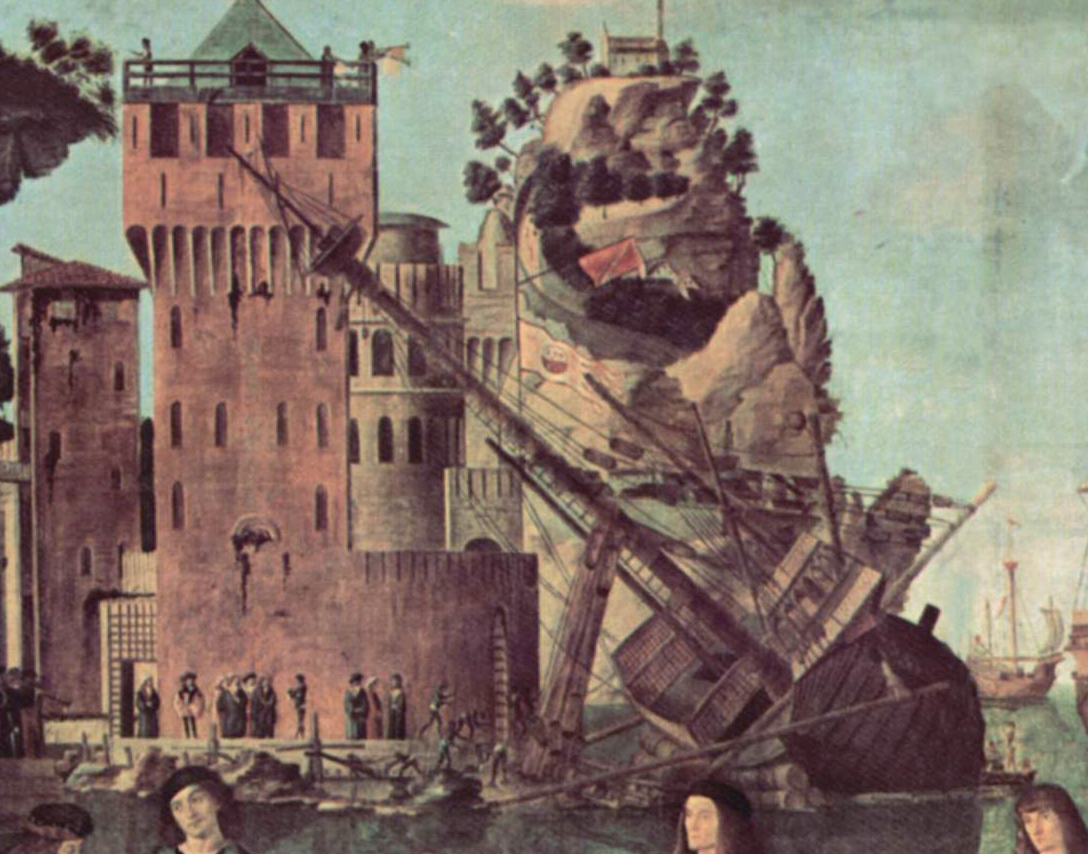
Calafataggio di una nave, in un dettaglio delle Storie di sant'Orsola di Vittore Carpaccio (1495)

Il calafato, o maestro calafato, è un operaio specializzato, o altra figura specializzata, che fa parte delle maestranze impiegate nella costruzioni navali e nelle manutenzioni nautiche. Il calafato si occupa di calafatare le navi o, più in genere, le imbarcazioni in legno, con cadenza periodica, o qualora si rendesse necessario.
Il calafato poteva essere imbarcato a bordo insieme a un marinaio specializzato, come un maestro d'ascia, sulle imbarcazioni di dimensioni maggiori, mentre le imbarcazioni di dimensioni minori facevano riferimento a maestri d'ascia o maestri calafati che operavano a terra.
L'opera del calafato è un lavoro difficile e di precisione, tanto che anticamente ci volevano 8 anni di apprendistato per diventare maestro calafato mentre ne bastavano 5 per diventare maestro d'ascia. Attualmente se ne trovano pochi nei cantieri navali più longevi d'Italia, essendo un mestiere di tramando generazionale che va via via scomparendo.